# Gemeinschaftliche Gebäudeversorgung

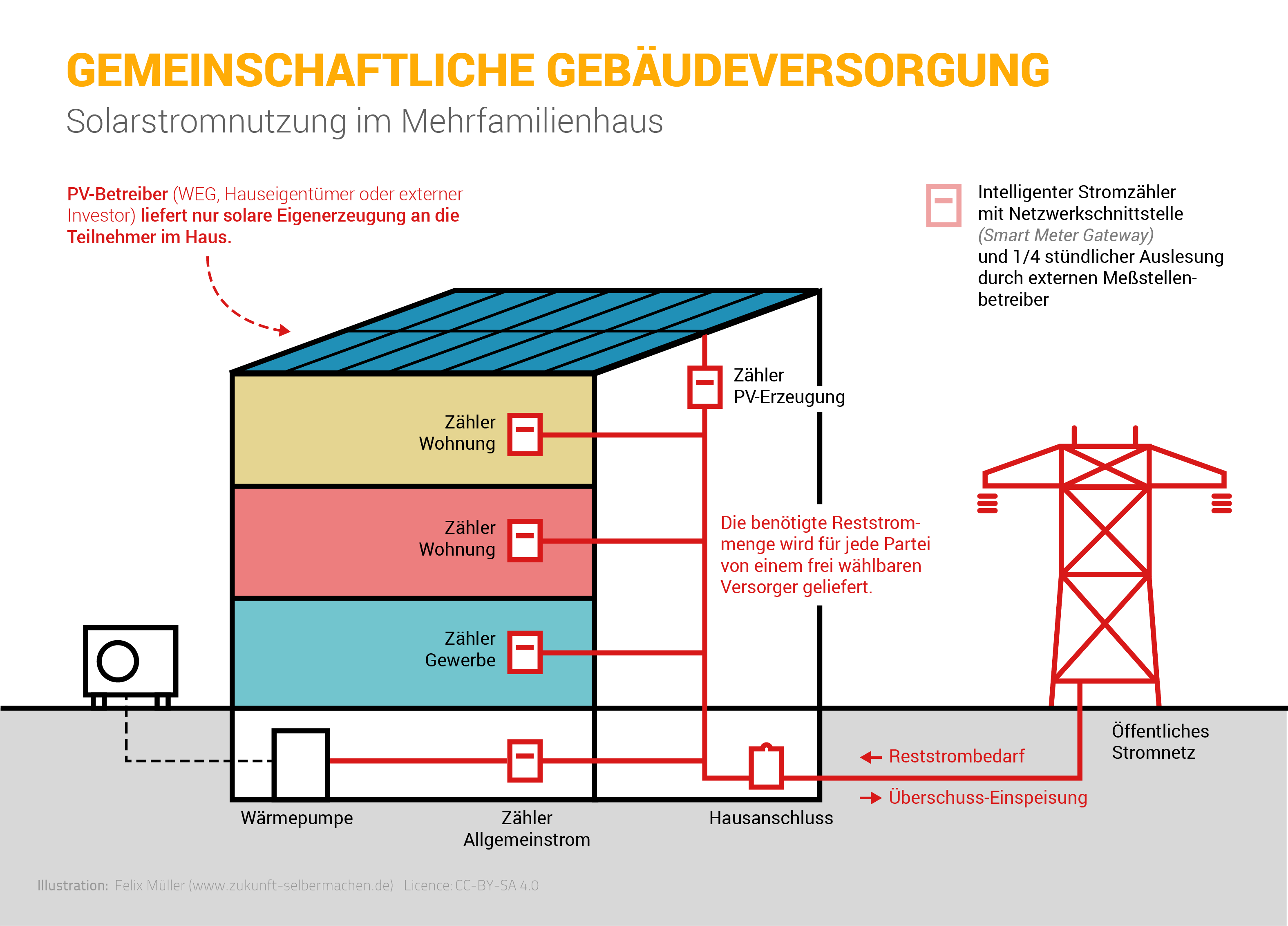
Gemeinschaftliche Gebäudeversorgung schematisch

Die Gemeinschaftliche Gebäudeversorgung (GGV) ist ein Konzept, um vor Ort erzeugten Photovoltaikstrom in Mehrparteiengebäuden zu nutzen. Dabei steht die Teilnahme an der GGV den einzelnen Parteien frei. Die Solaranlagen und die Stromabnehmer müssen sich jedoch im selben Gebäudenetz befinden.
Im Gegensatz zum Mieterstrommodell wird bei der GGV vom Betreiber der Photovoltaikanlage lediglich der selbsterzeugte Strom verkauft bzw. zur Verfügung gestellt. Jede teilnehmende Partei bezieht weiterhin ihre benötigte Reststrommenge von einem frei wählbaren Stromversorger. Der nicht von den teilnehmenden Parteien verbrauchte PV-Strom wird ins öffentliche Netz eingespeist und nach dem Erneuerbare-Energien-Gesetz (EEG) vergütet. Damit wird der Betreiber der Solaranlage nicht zum alleinigen Stromlieferanten, sondern liefert nur dann Strom, wenn die PV-Anlage diesen auch tatsächlich erzeugt. Damit soll eine Alternative zum Mieterstrommodell geschaffen werden, die weniger wirtschaftliche Risiken und bürokratische Hürden für den Anlagenbetreiber erfordert.
Ursprünglich in Österreich als Gemeinschaftliche Erzeugungsanlage entwickelt, wurde das GGV Modell in Deutschland 2024 mit dem Solarpaket I gesetzlich geregelt.

## Ablauf eines GGV-Projektes
Ein Betreiber errichtet auf oder an einem Mehrfamilienhaus/Mehrparteienhaus eine Photovoltaikanlage. Dabei ist unerheblich, ob die Anlage im Eigentum der WEG, einer einzelnen Partei, des Gebäudeeigentümers, eines externen Investor oder z. B. einer Bürgerenergiegenossenschaft ist. Auch die Art der Parteien spielt keine Rolle, diese können also z. B. Wohnungseigentümer, Mieter oder auch Gewerbetreibende im jeweiligen Gebäudenetz sein.
Der vom Betreiber beauftragte Messstellenbetreiber installiert, sofern nicht bereits vorhanden, für jede teilnehmende Partei einen Smartmeter im Zählerschrank.
Vor dem Beginn der Versorgung wird zwischen Betreiber und den Parteien ein Aufteilungsschlüssel festgelegt, der regelt, welcher Partei welche Menge Solarstrom zusteht. Dabei ist es auch möglich, bspw. eine gemeinsame Wärmepumpe im Haus mit Strom zu versorgen.
Um sicherzustellen, dass jede Partei den ihr zustehenden Anteil am erzeugten Solarstrom erhält und ggf. ins öffentliche Netz eingespeiste Überschüsse erfasst werden, werden die Daten der Smartmeter i. d. R von einem externen Abrechnungsservice erfasst und ausgewertet. Dies geschieht im 15-Minuten-Takt.
Sofern kein oder nicht ausreichend Strom von der PV-Anlage erzeugt wird, beziehen die Parteien die benötigte Reststrommenge über ihren jeweiligen Stromanbieter.

## Umsetzung in der Praxis
GGV Pilotprojekte in Wohngebäuden
Hannover‑Linden (Niedersachsen)
Das erste Pilotprojekt der gemeinschaftlichen Gebäudeversorgung wurde im Dezember 2024 in der Godehardistraße umgesetzt – deutschlandweit. Die MARCLEY GmbH installierte eine 20-kWp-PV-Anlage auf einem 11‑Parteien-Wohnhaus. Diese liefert bis zu 40 % des Strombedarfs vor Ort und spart laut Betreiber etwa 13 t CO₂ im Jahr.
Peine (Niedersachsen)
Ende 2024 realisierte die kommunale Wohnungsbaugesellschaft Peiner Heimstätte gemeinsam mit MARCLEY die Versorgung von sechs Wohnhäusern mit insgesamt 47 Mietwohnungen via PV-Anlage (~60 kWp). Pro Jahr werden rund 60 000 kWh Solarstrom erzeugt – dies entspricht laut Pressemitteilung einer Einsparung von etwa 25 t CO₂.
Hildesheim (Niedersachsen)
Im Februar 2025 meldete PV Magazine die Inbetriebnahme eines GGV‑Modells in einer Wohnungseigentümergemeinschaft (WEG). Auf drei Gebäudeteilen mit 24 Wohneinheiten wurden ca. 46 kWp PV installiert – die erste Anwendung dieser Art in einer WEG durch MARCLEY.
GGV Pilotprojekt in einer Gewerbeimmobilie
München (Bayern)
Im Februar 2025 setzte das Münchener Startup Solation die erste GGV‑Lösung in einer Gewerbeimmobilie um: Am Schatzbogen 88 wurde eine 64-kWp-PV-Anlage auf einem gemischt genutzten Gebäude (Büro, Logistik, Produktion, 8 Mieter) installiert. Der Solarstrom wird dynamisch nach Verbrauch verteilt; der Reststrom kommt weiterhin von frei wählbaren Anbietern.

## Vor- und Nachteile
Vorteile:
- Es fallen keine Netzentgelte für den im Haus verbrauchten PV-Strom an, wodurch dieser günstiger als Netzstrom angeboten werden kann.
- vereinfachte Abwicklung und geringeres wirtschaftliches Risiko für den Anlagenbetreiber
- mit einem externen Betreiber auch ohne Kosten für die Eigentümer/Eigentümergemeinschaft möglich
- dezentrale Stromversorgung und Erfüllung einer etwaigen PV-Pflicht ohne Investition der Gebäudeeigentümer möglich
- Einfache Hinzunahme oder Abmeldung von Mietern/Parteien zur GGV möglich, da die bisherigen Einzelverträge mit den jeweiligen Stromlieferanten weiterlaufen.

Nachteile:
- aktuell, auf Grund der technisch anspruchsvollen Messung, noch schwer umsetzbar
- Smart Meter mit Netzwerkschnittstelle (Gateway) erforderlich, um viertelstündliche Messung und Abrechnung zu ermöglichen.

## Gesetzliche Grundlage
Die rechtlichen Rahmenbedingungen für die Gemeinschaftliche Gebäudeversorgung sind im §42b Absatz 1 des Energiewirtschaftsgesetzes (EnWG) festgelegt.

## Alternativen zur GGV in Mehrfamilienhäusern
Mit Stromnutzung durch die Mieter/Parteien:
- Mieterstrom-Betreiber als alleiniger Energieversorger
- technische Lösungen (z. B. Fa. Pionierkraft)
- kollektive Selbstversorgung (Einzählermodell)
- Einzelanlagen: Jede Wohnung betreibt eine eigene PV-Anlage ggf. mit Batteriespeicher und Einspeisung in der Haupt- oder Unterverteilung.
- Balkonkraftwerke ggf. mit Batteriespeicher und Einspeisung über Steckdosen im jeweiligen Wohnungsnetz

Ohne Stromnutzung durch die Mieter/Parteien:
- Reine Allgemeinstromversorgung (die Photovoltaikanlage deckt lediglich den Strombedarf für gemeinschaftlich genutzte Räume und Einrichtungen wie Treppenhaus, Tiefgarage oder Wärmepumpe).
- PV-Anlage mit Volleinspeiung ins öffentliche Netz